# Tinissa palmodes
Tinissa palmodes är en fjärilsart som beskrevs av Edward Meyrick 1917. Tinissa palmodes ingår i släktet Tinissa och familjen äkta malar. Inga underarter finns listade i Catalogue of Life.